# Закон про відносини з Тайванем
Закон про відносини з Тайванем (англ. The Taiwan Relations Act) — державний акт Сполучених Штатів Америки, що регулює фактично встановлені, хоч і не дипломатичні відносини між США і Тайванем (офіційна назва Республіка Китай). Конгрес США ухвалив закон 10 квітня 1979 року невдовзі після формального визнання Китайської Народної Республіки. У частині проголошення зобов'язань США з питань безпеки Тайваню він став заміною чинного раніше двостороннього «Китайсько-американського договору про взаємну оборону».

## Історія
У 1979 році на тлі зміни вектора американо-китайських відносин на користь Китайської Народної Республіки було розірвано дипломатичні відносини між США та Китайською Республікою (Тайванем). У зв'язку з цим втратив чинність союзницький договір, укладений у розпал Першої кризи в Тайванській протоці в 1954 році. Проте США вирішили не відмовлятися від зобов'язань щодо забезпечення безпеки Тайваню, передусім перед загрозою з боку КНР, незважаючи на невизнання суб'єктності Китайської Республіки в двосторонніх відносинах.
Ухвалений як демонстрація цих намірів односторонній «Закон про відносини з Тайванем», одним із ініціаторів якого став сенатор Баррі Ґолдвотер, був націлений на збереження та розвиток економічних, культурних та військових зв'язків США і Тайваню в нових умовах. Про призначення закону йдеться у його преамбулі: 

| «З метою підтримки миру, безпеки та стабільності в західній частині Тихого океану та сприяння зовнішній політиці Сполучених Штатів через продовження комерційних, культурних та інших відносин між народом Сполучених Штатів та народом Тайваню і для інших цілей.» Оригінальний текст (англ.) To help maintain peace, security, and stability in the Western Pacific and to promote the foreign policy of the United States by authorizing the continuation of commercial, cultural, and other relations between the people of the United States and the people on Taiwan, and for other purposes. |
Особливостями цього документа є те, що в ньому задекларовано відданість США «політиці одного Китаю». Через це упущено згадки Китайської Республіки, натомість як суб'єкт двосторонніх відносин названо «владні органи Тайваню». Закон поклав підтримку неофіційних, але фактично дипломатичних відносин на Американський інститут на Тайвані, спеціально заснований у січні 1979 року в статусі некомерційної організації. Закон встановлює зобов'язання США щодо надання оборонних засобів та послуг, зокрема у разі зовнішніх загроз безпеці соціальної та/або економічної системи Тайваню, характер та обсяги яких визначаються Президентом та Конгресом США.
«Закон про відносини з Тайванем» став юридичною підставою для активної участі США у вирішенні Третьої кризи в Тайванській протоці в 1995-1996 роках.